# Igirma
L'Igirma (in russo Игирма?) è un fiume della Russia che scorre nel Nižneilimskij rajon dell'Oblast' di Irkutsk e sfocia nel Bacino di Ust'-Ilimsk.

## Descrizione
L'Igirma ha origine dalle pendici dei monti Tubinskij (Тубинский хребт) nella parte sud-orientale dell'altopiano della Siberia centrale, 150 km a sud-est della città di Ust'-Kut. Il fiume appartiene al bacino dell'Enisej. La lunghezza del fiume è di 196 km, l'area del bacino è di 4 490 km². La sua portata media annua è di 17,07 m³/s.
Il fiume sfocia nell'insenatura Igirminskij (Игирминский залив) nella parte orientale del bacino idrico di Ust'-Ilimsk, poco a nord dell'insediamento di Novaja Igirma. Prima della formazione del lago artificiale, scorreva direttamente nel fiume Ilim, a 153 km dalla sua foce. 
Il fiume congela a ottobre - inizio novembre, sino a fine aprile - inizio maggio.